# 札幌香兰女子短期大学
札幌香兰女子短期大学（日语：／ Sapporo Kōran Joshi Tanki Daigaku *）是过去一所位于日本北海道江别市的私立短期大学。

## 概要

### 简介
- 学校最早可以追溯到1911年即小樽女子职业学校的创立[1]。高等学校成立于1948年、校园迁址至札幌市于1952年[2]。短期大学为于1968年开办、由学校法人札幌香兰女子学园经营。以后招生到1971年、停办于1973年[3]。

### 历史
- 1968年 札幌香兰女子短期大学成立并同时设置英文科。一年招生数100[3]、有只37个学生[4]
- 1971年 最后一年招生、次年停止招生[5]（正式停办于1973年3月28日[3]）。

## 学校环境
- 校区：在了北海道江别市[注 1]

## 历任校长
- 西冈重义：第一代短期大学校长[4]。
- 三岛愗：最后短期大学校长[6]。

## 著名人和有关人员
- 土屋四郎

## 组织

### 学科
- 英文科

### 专科
| - 没有 |

### 业余课程
| - 没有 |

## 相关链接
- 日本短期大学列表